# Miss USA 2012
Miss USA 2012, la sessantunesima edizione del concorso di bellezza Miss USA, si è tenuta il 3 giugno 2012 presso il Theatre for the Performing Arts di Las Vegas. La detentrice del titolo uscente, Miss USA 2011, Alyssa Campanella della California ha incoronato la sua succeditrice Olivia Culpo, Miss Rhode Island USA, la prima rappresentante dello stato di Rhode Island a vincere il titolo. La Culpo ha rappresentato gli Stati Uniti d'America a Miss Universo 2012, aggiudicandosi l'ambita corona.
I cinquanta stati ed il distretto di Columbia hanno gareggiato per il prestigioso titolo. Il concorso è stato trasmesso dal vivo da NBC negli Stati Uniti. Tutti i turni di eliminazione preliminari e gli highlight della finale sono invece statiresi disponibili anche su Xbox Live, YouTube e MSN.
Per la prima volta, durante le interviste alle finaliste del concorso, tramite Twitter è stata sollevata una questione mai affrontata nel concorso. La domanda - "Considereresti corretto se una donna transgender vincesse il titolo di Miss USA al posto di una donna naturale?" - è stata posta alla vincitrice del concorso, Olivia Culpo.

## Risultati

### Piazzamenti
| Piazzamento     | Concorrente |
| --------------- | --- |
| Miss USA 2012   | Rhode Island - Olivia Culpo |
| 2ª classificata | Maryland - Nana Meriwether |
| 3ª classificata | Ohio - Audrey Bolte |
| 4ª classificata | Nevada - Jade Kelsall |
| 5ª classificata | Georgia - Jazz Wilkins |
| Top 10          | Alabama - Katherine Webb Colorado - Marybel Gonzalez New Jersey - Michelle Leonardo Oklahoma - Lauren Lundeen Texas - Brittany Booker                          |
| Top 16          | Arkansas - Kelsey Dow ‡ Louisiana - Erin Edmiston Maine - Rani Williamson Michigan - Kristen Danyal Carolina del Sud - Erika Powell Tennessee - Jessica Hibler |

‡ Giunta in Top 16 attraverso la votazione avvenuta tramite SMS ed internet

### Riconoscimenti speciali
| Riconoscimento    | Concorrente               |
| ----------------- | ------------------------- |
| Miss Congeniality | - Iowa - Rebecca Hodge    |
| Miss Photogenic   | - Oregon - Alaina Bergsma |

## Concorrenti
- Alabama - Katherine Webb
- Alaska - Jessica Kazmierczak
- Arizona - Erika Frantzve
- Arkansas - Kelsey Dow
- California - Natalie Pack
- Carolina del Nord - Sydney Perry
- Carolina del Sud - Erika Powell
- Colorado - Marybel Gonzalez
- Connecticut - Marie Lynn Piscitelli
- Dakota del Nord - Jaci Stofferahn
- Dakota del Sud - Taylor Neisen
- Delaware - Krista Clausen
- Distretto di Columbia - Monique Tompkins
- Florida - Karina Brez
- Georgia - Jasmyn "Jazz" Wilkins
- Hawaii - Brandie Cazimero
- Idaho - Erna Palic
- Illinois - Ashley Hooks
- Indiana - Megan Myrehn
- Iowa - Rebecca Hodge
- Kansas - Gentry Miller
- Kentucky - Amanda Mertz
- Louisiana - Erin Edmiston
- Maine - Rani Williamson
- Maryland - Nana Meriwether
- Massachusetts - Natalie Pietrzak
- Michigan - Kristen Danyal
- Minnesota - Nitaya Panemalaythong
- Mississippi - Myverick Garcia
- Missouri - Katie Kearney
- Montana - Autumn Muller
- Nebraska - Amy Spilker
- Nevada - Jade Kelsall
- New Hampshire - Ryanne Harms
- New Jersey - Michelle Leonardo
- New York - Johanna Sambucini
- Nuovo Messico - Jessica Martin
- Ohio - Audrey Bolte
- Oklahoma - Lauren Lundeen
- Oregon - Alaina Bergsma
- Pennsylvania - Sheena Monnin
- Rhode Island - Olivia Culpo
- Tennessee - Jessica Hibler
- Texas - Brittany Booker
- Utah - Kendyl Bell
- Vermont - Jamie Dragon
- Virginia - Catherine Muldoon
- Virginia Occidentale - Andrea Rogers
- Washington - Christina Clarke
- Wisconsin - Emily Guerin
- Wyoming - Holly Allen

## Giudici
Giudici della fase preliminare
- Michael Agbabian
- Cindy Barshop
- Stefan Campbell
- Renee Simon
- Alison Taub
- Kim Wagner
- Randall Winston

Giudici della finale
- Cat Cora
- Ali Fedotowsky
- Arsenio Hall
- Marilu Henner
- Joe Jonas
- Rob Kardashian
- George Kotsiopoulos
- Dayana Mendoza

## Musiche di sottofondo
- Apertura: Turn Up the Radio di Madonna, e LaserLight di Jessie J featuring David Guetta (sottofondo)
- Sfilata in costume: #1Nite (One Night) e You Make Me Feel... di Cobra Starship (dal vivo)
- Sfilata in abito da sera: Lights di Ellie Goulding (sottofondo)
- Top 5 Final Look: America's Most Wanted di Akon (dal vivo)